# Флаг Богучара
Флаг муниципального образования городского поселения — город Богучар Богучарского муниципального района Воронежской области Российской Федерации — опознавательно-правовой знак, служащий официальным символом муниципального образования.
Флаг утверждён 25 июня 2004 года, как флаг муниципального образования «город Богучар», и внесён в Государственный геральдический регистр Российской Федерации с присвоением регистрационного номера 1513.
29 октября 2010 года, данный флаг утверждён флагом муниципального образования городского поселения — город Богучар Богучарского муниципального района Воронежской области.

## Описание
«Флаг города Богучара представляет собой прямоугольное полотнище с отношением ширины к длине 2:3, состоящее из двух горизонтальных полос — жёлтой в 4/9 и зелёной в 5/9 ширины полотнища; в центре полотнища фигура герба города — чёрный хорёк с красными глазами и языком».

## Символика
Флаг разработан с учётом герба городского поселения — город Богучар, который создан на основе исторического герба, пожалованного императрицей Екатериной Великой 21 сентября (2 октября) 1781 года городу Богучар Воронежского наместничества. Описание исторического герба гласит: «В верхней части щита герб Воронежский. В нижней зверёк, называемый хорёк, в золотом поле, каковых в окрестностях сего города очень много».
Восстановление исторического герба для современного муниципального образования символизирует сохранение исторической преемственности многих поколений жителей города; их бережное отношение к культуре и истории города.
Жёлтый цвет (золото) символизирует прочность, величие, богатство, интеллект, великодушие.
Чёрный цвет символизирует благоразумие, мудрость, скромность, честность и вечность бытия.
Зелёный цвет — символизирует природу, надежду, весну и здоровье.
Красный цвет — символ труда, мужества, жизненной силы.